# Alfredo Monaco
Alfredo Monaco (1910 – Roma, 10 dicembre 1988) è stato un medico e antifascista italiano, che ha preso parte alla Resistenza romana nelle formazioni socialiste, contribuendo all'evasione da Regina Coeli di Sandro Pertini e Giuseppe Saragat.

## Biografia
Fin dal 1925 svolge attività antifascista e viene arrestato a scuola per non essersi voluto iscrivere alle avanguardie fasciste. Nel gennaio 1943 contribuisce a costituire il Movimento di Unità Proletaria (MUP) che, in agosto, riunendosi al rinato PSI, ne modifica il nome in Partito Socialista Italiano di Unità Proletaria (PSIUP), ed entra a far parte della Resistenza contro il regime nazifascista.
Medico del carcere di Regina Coeli, il 24 gennaio 1944, Alfredo Monaco, insieme alla moglie Marcella Ficca Monaco, favorisce e porta a termine l'evasione di Sandro Pertini, Giuseppe Saragat e di altri cinque prigionieri politici, tutti condannati a morte per attività antifascista (Luigi Allori, Luigi Andreoni, Carlo Bracco, Ulisse Ducci, Torquato Lunedei). L'evasione fu ideata e organizzata da Giuliano Vassalli e Peppino Gracceva, comandanti delle formazioni socialiste romane, poi divenute Brigate Matteotti, con l'aiuto di Massimo Severo Giannini e Ugo Gala e, dall'interno del carcere, di Alfredo Monaco, Marcella Monaco e Filippo Lupis. Vassalli e Giannini, che erano stati dipendenti del Tribunale di Roma sino all'8 settembre, si erano impossessati dei moduli e dei timbri di scarcerazione. Predisposto un falso ordine di scarcerazione, i tedeschi furono sollecitati ad eseguirlo tramite una telefonata di Marcella Monaco, per poi alloggiare transitoriamente i detenuti nell'abitazione del medico Monaco, all'interno del complesso di Regina Coeli, stante l'imminente scoccare del coprifuoco.
Il 24 marzo 1944, Monaco riesce a sottrarre alla decimazione dell'eccidio delle Fosse Ardeatine, il comandante dei G.A.P. Antonello Trombadori, ricoverandolo temporaneamente in infermeria, dopo averlo dichiarato "intrasportabile" e Tom Carini, antifascista arrestato dalla Banda Koch, salvato in extremis dall'infermeria dichiarandolo intrasportabile per una sospetta frattura alla base cranica.
Successivamente, Alfredo Monaco, ricercato dalle SS, entra in clandestinità e si nasconde presso gli stabilimenti cinematografici De Paolis a Roma. Insieme alla moglie sono ricercati anche i figli, Giorgio di sei anni e Fabrizio di due, i quali vengono nascosti presso due istituti religiosi extraterritoriali. Continua l'attività nella Resistenza italiana fino alla Liberazione di Roma.
Dopo il 1948 prosegue la sua partecipazione esterna all'attività del Partito Socialista Italiano trovandosi a volte in disaccordo con la politica del partito: iscritto al PSI, restituirà infatti la tessera nel 1981. Continua la professione medica diventando Direttore sanitario dell'ospedale Carlo Forlanini (1966-1980).